# Nevelen van Avalon

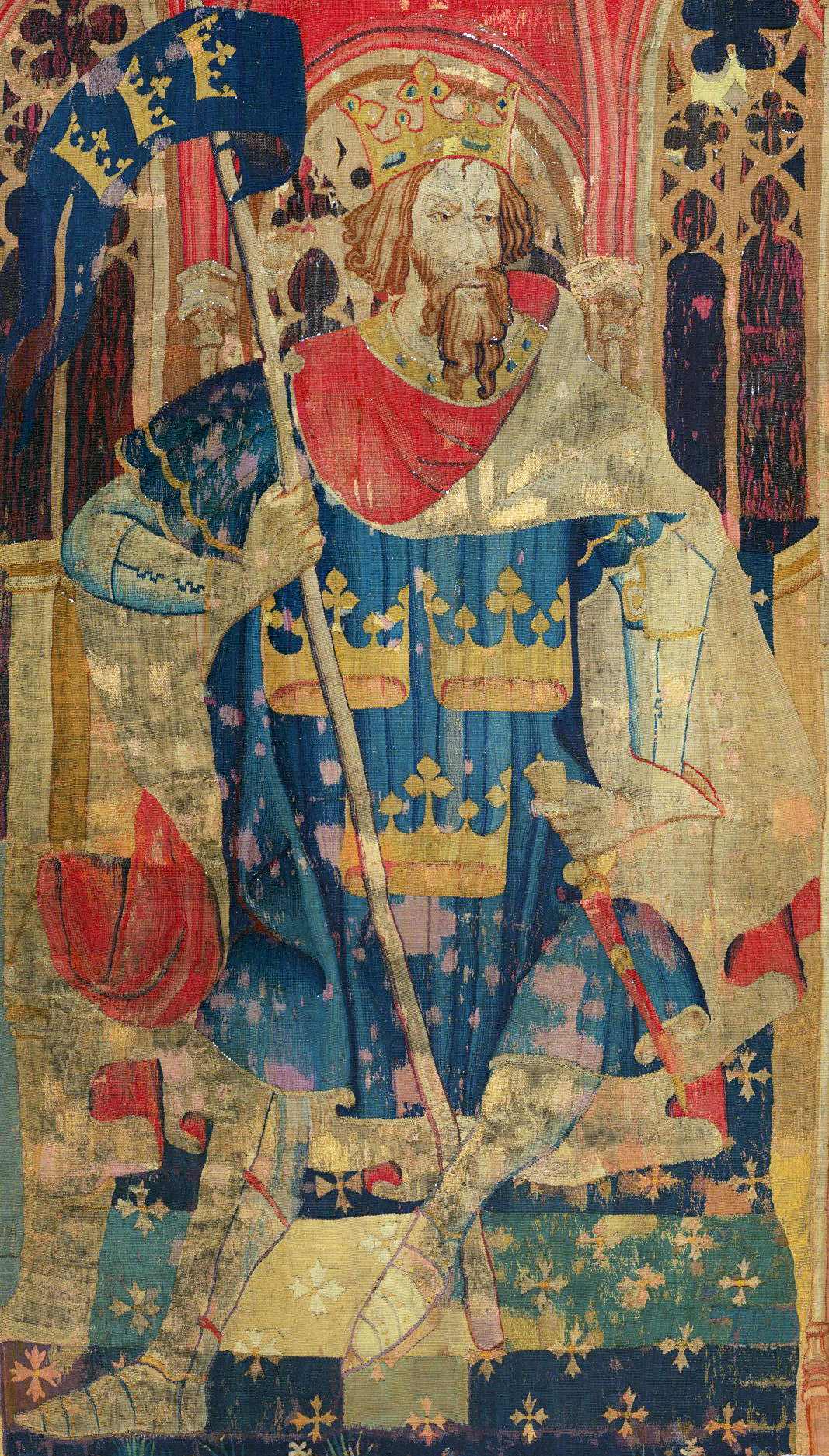
Koning Arthur (ong. 1385, tapijt).

Nevelen van Avalon (Engels: The Mists of Avalon) is een roman uit 1983 van Marion Zimmer Bradley. In deze veelgeprezen bestseller hervertelt zij de verhalen over koning Arthur vanuit het gezichtspunt van de vrouwelijke personages.
Het boek draait om het leven van Morgaine, de oudere halfzus van Arthur. Zij is priesteres van het oude, matriarchale, Keltische geloof, waarin een godin wordt vereerd. Dit geloof dreigt echter te verdwijnen door de opkomst van het patriarchale christendom, waarin een mannelijke god wordt aanbeden. Het verhaal wordt beurtelings verteld vanuit het gezichtspunt van Gwenhwyfar (Arthurs echtgenote), Viviane (Vrouwe van Avalon), Igraine (Arthurs moeder), Morgause (Arthurs tante) en Morgaine. In de oorspronkelijke Arthur-epiek spelen deze vrouwen gewoonlijk een marginale rol. In Zimmer Bradleys hervertelling zijn juist Arthur en de ridders van de ronde tafel bijfiguren.
De Nevelen van Avalon wijkt op verschillende vlakken sterk af van andere hervertellingen van Arthur-verhalen: inhoudelijk; de karakters van de personages en hun onderlinge verhoudingen; de aandacht voor de politieke en religieuze rol van vrouwen; en de achtergrond van het opkomende christendom ten koste van het heidendom. Bijvoorbeeld Morgaine (of Morgan le Fay) is in veel verhalen vaak een eendimensionale bijfiguur, een slechte tovenares, die de ridders van de ronde tafel tegenwerkt zonder dat duidelijk wordt waarom. In dit boek wordt Morgaine voorgesteld als een vrouw met uitzonderlijke gaven en verantwoordelijkheden in een tijd van grote politieke en spirituele veranderingen, die voor de bijna onmogelijke opgave wordt gesteld om het inheemse, matriarchale erfgoed te bewaren.
Het verhaal is verdeeld in vier lange delen: Meesteres van de magie (Mistress of magic), De opperkoningin (The high queen), Het koningshert (The king stag), en De gevangene in de eik (The prisoner in the oak). De roman was een bestseller. Zowel Zimmer Bradley als Diana L. Paxson schreven later vervolgdelen.
De Nederlandse vertaling, van de hand van Bert Coltof, verscheen in 1985 bij uitgeverij Elsevier (952 pagina's). Al in hetzelfde jaar verscheen de 2e druk, de 18e druk is van 2016.
In 2001 werd het boek als miniserie verfilmd, onder de titel The Mists of Avalon.

## Inhoud

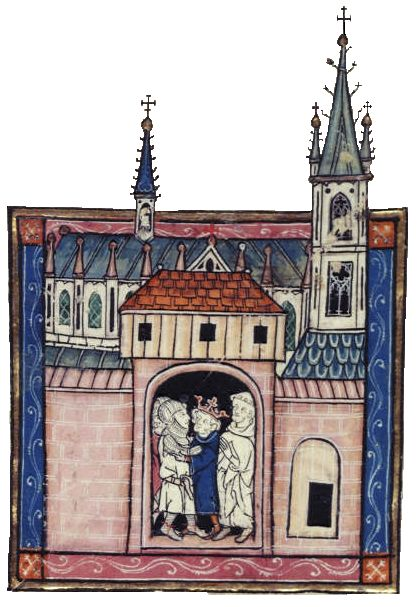
Koning Arthur in Camelot (middeleeuwse miniatuur).

De Nevelen van Avalon is een hervertelling van de Arthur-epiek, tegen de achtergrond van de Bretons-Keltische cultuur (zie Matière de Bretagne). Het verhaal volgt de vrouwen rond koning Arthur en hun invloed op politiek en religie. De belangrijkste hoofdpersoon is Morgaine, priesteres van Avalon, de halfzuster van koning Arthur.
Morgaine is de dochter van Igraine en Gorlois, hertog van Cornwall. Als Gorlois omkomt in de strijd, trouwt Igraine met Uther Pendragon. Vlak voor Gorlois' dood echter, brengt zij al een nacht met Uther door. Viviane, hogepriesteres van Avalon, en Taliesin, de Merlijn van Brittannië, hebben voorzien dat zij een zoon zullen krijgen die eenheid en vrede zal kunnen brengen in heel Brittannië. Met behulp van magie brengt Taliesin Uther (vermomd als Gorlois) naar het kasteel Tintagel. In deze nacht wordt Arthur verwekt. Wanneer koning Ambrosius sterft, volgt Uther Pendragon hem op. Uther trouwt met Igraine, waarmee hij de stiefvader van Morgaine wordt, en Arthur wordt geboren, Morgaines halfbroer.
Als Morgaine elf jaar oud is, en Arther zes, wordt er een aanslag gepleegd op Arthurs leven. Hun tante van moederskant, hogepriesteres Viviane, komt naar Caerleon en raadt Uther aan om Arthur, voor zijn eigen veiligheid, niet aan het hof te laten opgroeien. Uther stemt in en staat ook toe dat Viviane Morgaine meeneemt naar Avalon, waar ze wordt opgeleid als priesteres in dienst van de godin. Het eiland Avalon ligt bij Glastonbury verborgen in de mist en alleen gewijde priesteressen kunnen door deze mist heen naar het eiland varen. Morgaine wordt zich bewust van de spanningen tussen het oude heidense geloof en het nieuwe christelijke geloof. Na zeven jaar wordt zij ingewijd als priesteres en Viviane stuurt erop aan dat zij de volgende Vrouwe van Avalon zal worden.
Enkele maanden later wordt Morgaine verkozen om deel te nemen aan het vruchtbaarheidsritueel van de aankomende koning van Brittannië. Het ritueel is geen persoonlijke vereniging, maar een symbool voor het huwelijk van de koning met het land dat hij zal verdedigen. Morgaine deelt hierbij het bed met Arthur. De volgende morgen echter, herkennen ze elkaar en beseffen ze tot hun afschuw wat ze gedaan hebben. Twee maanden later merkt Morgaine tot haar ontzetting dat ze in verwachting is van haar halfbroer.

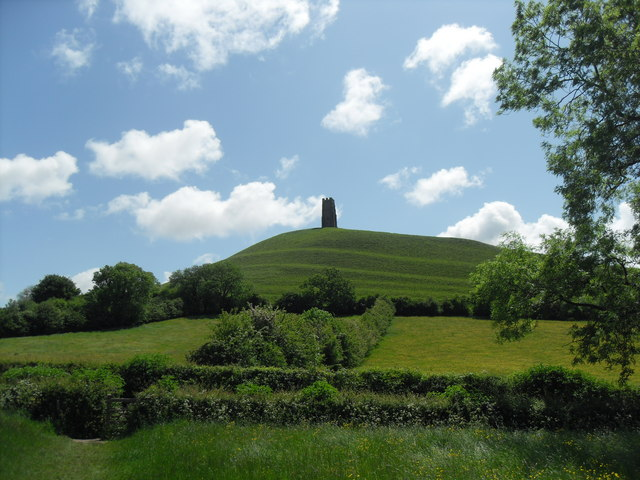
Glastonbury Tor, waar Avalon, verscholen in de mist, bij zou hebben gelegen.

Nadat Uther is gedood in de strijd tegen invallende Saksen, eist Arthur de troon van Brittannië op - ondanks de twijfels die er zijn of hij wel daadwerkelijk Uthers zoon is en niet die van Gorlois. De belangrijkste taak van Arthur is nu het verdedigen van Brittannië tegen de invallende Saksen. Viviane schenkt Arthur het heilige zwaard Excalibur en laat Morgaine hier een magische schede bij maken, waardoor hij geen bloed zal verliezen in een gevecht. Dankzij de verenigde machten van Avalon en Caerleon, weet Arthur de invallers te verdrijven.
Terwijl Morgaines zwangerschap vordert, voelt zij zich in toenemende mate bedrogen door Viviane en ze is woedend dat deze haar, door haar een rad voor ogen te draaien, zwanger heeft laten worden van haar eigen halfbroer. Ze wil niet langer in Avalon blijven en gaat naar het hof van haar tante Morgause, die getrouwd is met koning Lot van Orkney. Morgaine krijgt hier een zoon, Gwydion. Aangezet door haar eigen eerzucht en de ambitie van haar echtgenoot, haalt Morgause Morgaine over om haar zoon bij haar te laten opgroeien. Morgaine keert terug naar Arthurs hof en wordt hofdame van koningin Gwenhwyfar. Zij ziet Gwydion pas terug als hij volwassen is en een druïdepriester is geworden.
Gwenhwyfar kan geen kinderen krijgen en zij raakt ervan overtuigd dat God haar straft om haar zonden. Zij faalt, in haar eigen ogen, op twee manieren. Ten eerste lukt het haar niet om Arthur ervan te overtuigen dat hij het heidense geloof en de heidense rituelen in heel Brittannië moet verbieden. Ten tweede houdt zij heimelijk van Lancelot, Arthurs neef en beste ridder. Hoewel Lancelot Gwenhwyfars liefde beantwoordt, is hij een eerbare man die een diepe vriendschap voor Arthur koestert. Zowel Gwenhwyfar als Lancelot gaan zeer gebukt onder deze verborgen liefde.
De avond voor een beslissende strijd tegen de Saksen, laat Arthur zich door Gwenhwyfar overhalen om zijn Pendragon-banier te vervangen door een christelijke banier. Hierdoor groeien de spanningen tussen Avalon en Camelot. Wanhopig door een reeks aan miskramen, vraagt Gwenhwyfar aan Morgaine om haar te helpen en dreigt een affaire te beginnen, zodat ze zwanger kan raken van een andere man. Dan onthult Morgaine aan haar dat Arthur, zonder het te weten, een zoon heeft, en hun onvruchtbaarheid dus niet aan hem ligt. Gwenhwyfar zweert dit niet aan Arthur te zullen vertellen.
Na de strijd keert Arthur terug naar Camelot, dat beter te verdedigen is dan Caerleon. In de hoop de tragische liefdesband tussen Gwenhwyfar en Lancelot te verbreken, laat Morgaine Lancelot in een val lopen, waardoor hij gewongen is om te trouwen met Elaine (een nicht van Gwenhwyfar). Als Arthur en Gwenhwyfar later ruzie krijgen om het uitblijven van een erfgenaam, verbreekt zij haar belofte aan Morgaine en onthult aan Arthur dat hij een zoon heeft. Argwanend en geschokt laat hij Morgaine halen en dwingt haar om de waarheid te vertellen.
Gwenhwyfar raakt er nu van overtuigd dat de grote zonde waarvoor God hen met onvruchtbaarheid straft, het feit is dat Arthur, onwetend, incest heeft gepleegd met zijn halfzus. Zij haalt Arthur over om te gaan biechten bij de bisschop, die hem een uitgebreide boetedoening oplegt. Bovendien weet ze Arthur zover te krijgen dat hij Morgaine uithuwelijkt aan koning Uriens van Wales, een veel oudere man, terwijl Morgaine had willen trouwen met diens zoon, de druïde Accolon. Arthur wil graag dat zijn zoon Gwydion aan het hof opgroeit, maar Gwenhwyfar weigert.

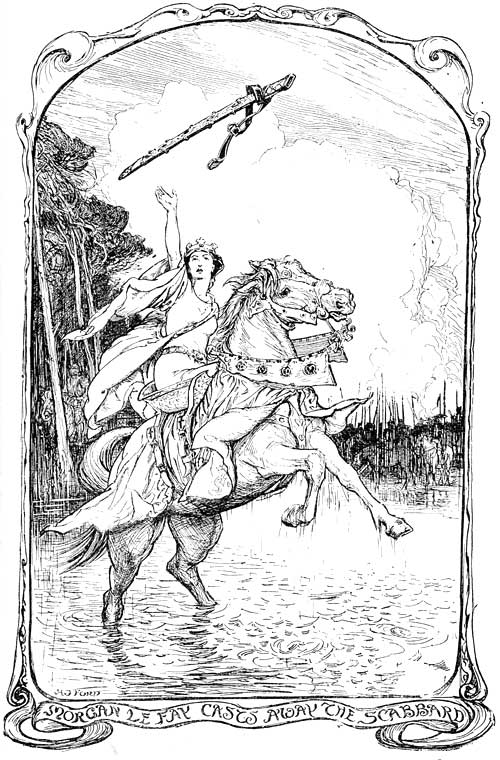
Morgaine gooit de betoverde schede in een meer.

Morgaine verhuist naar het verafgelegen Wales. Daar begint ze een verhouding met Accolon. Zijn oudere broer, Avalloch, uit hierover zijn vermoedens, maar Morgaine zorgt er met behulp van haar magie voor, dat hij wordt gedood tijdens een berenjacht. Accolon is nu de erfgenaam. Morgaine haalt hem over om Arthur van zijn troon te stoten en het koninkrijk weer onder invloed van Avalon te brengen. Dit plan mislukt echter en Arthur doodt Accolon in een tweegevecht. Uriens is gebroken door de dood van zijn tweede zoon en Morgaine verlaat Wales voorgoed.
Als Gwydion volwassen is geworden, wordt hij opgeleid als krijger aan het Saksische hof. De Saksen noemen hem Mordred ("slechte raadgever"). Enkele jaren later stelt hij zichzelf voor aan Arthurs hof als zoon van koningin Morgaine en stiefzoon van koningin Morgause (die hij "moeder" noemt). Door zijn gelijkenis, denken veel mensen dat hij de zoon van Lancelot is. Deze riddert hem als ridder van de ronde tafel.
Als de ridders van de ronde tafel vrijwel allemaal een queeste ondernemen naar de heilige graal, probeert Mordred de macht te grijpen. In een allesbeslissend gevecht staan de legers van Arthur en Mordred tegenover elkaar. Arthur raakt dodelijk gewond. Morgaine neemt haar stervende broer mee naar het eiland Avalon. Zij verzekert hem ervan dat hij niet heeft gefaald, dat hij Brittannië heeft behoed voor donkere tijden. Arthur sterft in haar armen, terwijl de boot de kust van Avalon nadert. Morgaine begraaft hem daar en legt haar kant van het verhaal vast.

## Personages
In de Nevelen van Avalon wijken de geschetste karakters en onderlinge verhoudingen van de personages soms sterk af van middeleeuwse Arthur-verhalen of andere hervertellingen.
De personages zijn uitvoerig uitgewerkt. Hun gedachten, beweegredenen, en de gesprekken die zij voeren, zijn uitgebreid genoteerd. Dit brengt niet alleen de personages in hoge mate tot leven, maar maakt ook invoelbaar hoe hun persoonlijke omstandigheden, politieke ontwikkelingen, religieuze overtuigingen of de handelingen van andere personages hun leven en beslissingen beïnvloeden.

### Hoofdpersonen
- Morgaine is de hoofdpersoon van het verhaal. Zij is een gewijde priesteres in dienst van een heidense, Keltische godin. Ze heeft verschillende bovennatuurlijke gaven, zoals 'het gezicht' (helderziendheid), en ze heeft kennis van geneeskrachtige kruiden en van magie. Ze is een tragische figuur: haar jeugdliefde voor Lancelot blijft onbeantwoord; ze voelt zich gemanipuleerd tot het krijgen van een zoon met haar eigen halfbroer; door haar wrok verliest ze haar greep op Mordred en daarmee de kans om invloed uit te oefenen op Arthur en met hem het geloof van Avalon uit te dragen; ze loopt weg van macht terwijl ze de hogepriesteres had kunnen worden en faalt zo om bij te dragen aan de overleving van het Keltische geloof; haar zoon Mordred en haar broer Arthur doden elkaar; en ze is getuige van de langzame ondergang van het geloof in de Grote Godin. Meer dan met het christelijke geloof heeft ze moeite met het fanatisme en de kortzichtigheid van de priesters en bisschoppen. Ze vindt uiteindelijk berusting in de gedachte dat het vereren van het vrouwelijke in het christendom de vorm aangenomen heeft van de figuur van Maria.
- Viviane is de Vrouwe van het Meer, hogepriesteres van Avalon. Zij is de oudere halfzuster van Igraine en Morgause (hun vader is Taliesin) en de tante van Morgaine en Arthur. Zij heeft drie zoons, waaronder Balan en de aantrekkelijke Lancelot. Viviane is een sterke religieuze en politieke leider. Ze stuurt en manipuleert mensen als zij denkt of aanvoelt dat dat in het belang is van de Grote Godin. Daarmee stort zij verschillende mensen in het ongeluk. Haar grote wens en doel is het in leven houden van het Keltische geloof in de Grote Godin en alle bijbehorende gebruiken en rituelen. Viviane wordt vermoord door Balin, de stiefbroer van haar zoon Balan, omdat zij euthanasie had toegepast op zijn stervende moeder.
- Igraine is de (half)zuster van Viviane en Morgause. Ze is opgegroeid in Avalon en jong getrouwd met Gorlois, de hertog van Cornwall. Ze wordt door Viviane en Taliesin aangezet tot overspel met Uther. Eerst verzet ze zich ertegen, maar als ze Uther ontmoet, wordt ze verliefd op hem en meent ze hem te herkennen uit een vorig leven. Ze redt Uthers leven door hem tijdens een veldtocht op magische wijze te waarschuwen, waardoor Gorlois omkomt. Haar schuldgevoel blijft haar altijd achtervolgen en na Uthers dood treedt ze in in een klooster.
- Morgause is Vivianes halfzuster en Igraines zuster, tante van Morgaine en Arthur, en stiefmoeder van Mordred. Morgause is getrouwd met koning Lot van Orkney, de verafgelegen Schotse eilanden. Zij heeft vier zoons: Gawain (Walewein), Gaheris, Agravaine en Gareth. Ze heeft een ijdel en sluw karakter en, anders dan haar zussen, handelt ze enkel naar eigen gewin. Ze heeft geen spijt van haar regelmatige overspel en wil zowel Morgaine als Mordred voor haar wagen spannen om meer invloed te verkrijgen aan het hof.
- Gwenhwyfar is Arthurs mooie, maar ongelukkige vrouw. Door een kille jeugd heeft zij veel last van minderwaardigheidsgevoelens en van pleinvrees: zij is bang voor open ruimten, reizen en geen dak boven haar hoofd hebben. Daarnaast is zij sterk bijziend, waardoor ze mensen in de verte niet kan herkennen. Twee dingen maken haar wanhopig: al haar zwangerschappen eindigen in een miskraam en de onmogelijkheid om samen te zijn met de liefde van haar leven, Lancelot. Hierdoor wordt ze steeds fanatieker in haar christelijke geloof. Hiermee komen Morgaine en Gwenhwyfar lijnrecht tegenover elkaar te staan.

### Vrouwelijke bijpersonen
- Raven is priesteres op het eiland Avalon. Ze heeft de eed van stilte afgelegd. Morgaine en zij zijn bij de rondgang met hun heidense kelk (die behoort tot de regalia van de Grote Godin). Deze kelk wordt door de christelijke aanwezigen echter opgevat als de heilige graal. Raven offert zichzelf op, om Morgaine de kans te geven om de kelk te redden van Patricius.
- Elaine is een nicht van Gwenhwyfar en haar hofdame. Ze lijkt sprekend op haar. Morgaine belooft Elaine dat ze er met behulp van haar magie voor zal zorgen dat Lancelot haar echtgenoot wordt. In ruil hiervoor echter, moet zij haar eerstgeboren dochter aan Morgaine geven, zodat zij kan opgroeien in Avalon. Elaine krijgt drie kinderen: Galahad, Nimue en Gwenhwyfar. Nimue gaat inderdaad als jong meisje naar Avalon.
- Nimue is de aantrekkelijke dochter van Elaine en Lancelot. Zij is de kleindochter van Viviane en is hierdoor bestemd om Vrouwe van het Meer worden na Morgaine. Ze leeft in totale afzondering op Avalon. Ze verleidt de verrader Kevin om hem mee te krijgen naar Avalon, zodat hij daar gedood kan worden. Onbedoeld wordt ze echter verliefd op hem en na zijn verradersdood pleegt zij zelfmoord.
- Niniane is de dochter van Taliesin. Zij is priesteres op Avalon en zeer tegen haar zin wordt ze de Vrouwe van het Meer, nadat Viviane is vermoord en Morgaine de eer afslaat. Niniane heeft echter niet de macht of het politieke gevoel van Morgaine of Viviane. Ze voelt zich tekortschieten. Ze wordt de geliefde van Mordred, maar als hij vertelt over zijn plannen om Arthur te vermoorden, neemt Niniane afstand, en hij vermoordt haar in een vlaag van woede.
- De Feeënkoningin heerst over het rijk van de feeën, dat nog achter Avalon, nog dieper in de nevels, verscholen ligt. De wereld van de feeën en de wereld van de mensen drijven steeds verder uit elkaar. De tijd verloopt anders in het feeënrijk, na enkele weken zijn er in de gewone wereld vele jaren voorbij. Op verschillende momenten in het verhaal, probeert de koningin nog invloed uit te oefenen op de wereld, ze stelt bijvoorbeeld aan Morgaine voor om Gwydion, de latere Mordred, in de feeënwereld te laten opgroeien.

### Mannelijke bijpersonen
- Koning Arthur is de zoon van Uther en Igraine en de jongere halfbroer van Morgaine. Hij wordt neergezet als een krachtige koning. Hoewel hij door uithuwelijking is getrouwd met Gwenhwyfar, voelt hij veel genegenheid voor zijn vrouw en heeft hij medelijden met haar kinderloosheid en haar tragische liefde voor Lancelot. Zijn toegevendheid naar haar leidt mede tot zijn ondergang. Nog groter lijkt zijn liefde voor Morgaine.
- Lancelot is de zoon van Viviane en de neef van Arthur en Morgaine. Hij is de eerste onder Arthurs ridders en hij is Morgaines eerste liefde. Hij is een zeer aantrekkelijke man om te zien. Hij heeft een diepe en blijvende liefde voor Gwenhwyfar, maar houdt ook veel van Arthur - zijn liefde voor Gwenhwyfar lijkt te worden vergroot omdat zij zo dicht bij Arthur staat. De indruk wordt gewekt dat hij biseksueel zou kunnen zijn.
- Mordred, geboortenaam Gwydion, is het buitenechtelijke kind van koning Arthur en zijn halfzuster Morgaine. Hij is een gewetenloze, geslepen intrigant, maar zijn beweegredenen zijn navoelbaar en de invloed van Morgause, zijn stiefmoeder, draagt hieraan bij. Hoewel hij ook de goede kanten van zijn vader ziet, vindt hij zijn vader verdorven en is ervan overtuigd dat hij hem moet verdrijven om Camelot te redden. Hij voelt zich het slachtoffer van de omstandigheden en is ervan overtuigd dat het lot je leven meer bepaalt dan je wil.
- Taliesin is de Merlijn van Brittannië (in deze hervertelling is 'Merlijn' geen eigennaam, maar een erefunctie). Hij is een oude druïde en een harpspeler. Hij is een wijze, vriendelijke man, die ervan overtuigd is dat elke godsdienst eenzelfde God vereert en hij heeft dan ook grote eerbied voor het christendom. Hij is de vader van Igraine, Morgause en Niniane. In de loop van het verhaal, takelt hij langzaam af. Na zijn dood wordt hij opgevolgd door Kevin.
- Kevin is de Merlijn van Brittannië na Taliesin. Hij is misvormd en zwaar verbrand als kind. Hij kan prachtig harp spelen en zingen. Hij is korte tijd de geliefde van Morgaine, maar wordt later haar grootste vijand. Omdat hij de ondergang van het heidendom voorziet, probeert hij heidense gebruiken en overtuigingen te verbinden met het christendom. Hij brengt de kelk (een van de regalia van de Grote Godin) naar Camelot, waar het wordt aangezien voor de heilige graal. Morgaine vindt dat hij hiermee Avalon heeft verraden en laat hem doden. Op datzelfde moment slaat de bliksem in de heilige eik van Avalon en Morgaine beseft dat Avalon gedoemd is.
- Patricius is een christelijke priester, die de slangen, oftewel de druïden, uit Ierland heeft verdreven. Hij is een hardvochtige en genadeloze vrouwenhater en een religieuze fundamentalist.

## Toelichting
Al van kinds af aan had Marion Zimmer Bradley belangstelling voor de verhalen rond koning Arthur. Ze raakte onder meer geïnspireerd door het boek Tales of Arthur van Sidney Lanier en het wekelijkse stripverhaal over Prins Valiant. Toen ze 15 was werd ze sterk beïnvloed door De gouden tak: over mythen, magie en religie van James Frazer, waarin de geschiedenis van vele religies werd vergeleken (waaronder ook die van de Keltische druïden).
Om zich voor te bereiden op het schrijven van de Nevelen van Avalon bestudeerde ze onder meer het werk van Geoffrey Ashe. Ook maakte ze een reis langs de plaatsen waar het verhaal zich afspeelt en legde contact met neopaganistische groepen.
Marion Zimmer Bradley schreef over haar boek:

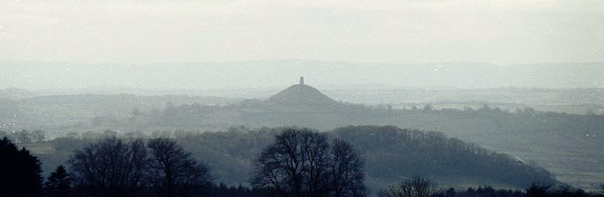
Glastonbury Tor, de heuvel met de kerktoren.

"Rond de tijd dat ik begon te schrijven aan het verhaal over Morgan le Fay, dat later Mists zou worden, had ik een religieuze zoektocht van vele jaren achter de rug, die uitkwam bij de aanvaarding van een priesterwijding in een van de gnostische katholieke kerken. Sinds mijn roman is uitgekomen, hebben veel vrouwen mij hiernaar gevraagd, omdat zij het gevoel hadden dat de bewustwording van de godin hun eigen religieuze bewustzijn had verruimd en zij vroegen mij of dat in overeenstemming kan worden gebracht met het christendom. Ik heb het sterkte gevoel dat dat niet alleen kan, maar dat het moet... Dus als vrouwen er tegenwoordig op staan om te spreken over Godin in plaats van God, dan verwerpen zij simpelweg de oude man met de witte baard, die de Hebreeuwen opdroeg om de Filistijnen uit te moorden en zijn vereerders voorschreef om God dagelijks te danken dat hij ze niet als vrouw had gemaakt... En ik veronderstel, min of meer, dat het het doel was van mijn boek om mijn afschuw tot uitdrukking te brengen over de manier waarop religie zich tot slaaf laat maken van de politiek en de staat. (Het probleem van Malory ... dat God misschien niet aan de kant van het goede staat, maar dat georganiseerde religie altijd aan de kant staat van de grootste geweren.) ... Ik denk dat het neopaganisme heel goede alternatieven biedt voor mensen, met name voor vrouwen, die zich hebben afgekeerd van de misstanden binnen de joods-christelijke religies."

## Ontvangst
De Nevelen van Avalon is geprezen als een van de meest originele en ontroerende hervertellingen van de bekende Arthur-legenden. Bradley kreeg veel lof voor haar overtuigende hoofdpersonages, voor de respectvolle manier waarop zij de heidense leefwijze van Avalon vormgaf en voor het verhaal waarin de tegenstellingen niet zwart-wit of goed-slecht zijn, maar waarin meerdere waarheden bestaan.
Isaac Asimov noemde het "de beste hervertelling van de Arthur-sagen die ik ooit gelezen heb". Jean Auel schreef: "Ik vond het zo'n mooi boek dat ik het cadeau gaf aan een vriend en het vele mensen heb aangeraden". De Encyclopedia of Science Fiction noemt het "een overtuigende bewerking van de Arthur-verhalen" en stelde dat de overwinning van het christendom op het "wijze, maar stervende heidendom" van Avalon "heeft geleid tot eeuwen waarin vrouwen worden onderdrukt".
Een recensie in The New York Times stelt: "Een overweldigende hervertelling van de arthuriaanse legenden. Een meeslepende en soms ijzingwekkende leeservaring: een indrukwekkende prestatie". En de San Francisco Chronicle schreef over de roman: "Marion Bradley heeft op briljante en innovatieve wijze een mythe op z’n kop gezet, waardoor er een hele nieuwe dimensie aan onze traditie van mythen en legenden is toegevoegd".
Het boek won in 1984 de Locus Award voor de beste fantasy-roman en stond vier maanden in lijst van The New York Times met best verkochte boeken met een harde kaft. De verkoop van pocketuitgave stond bijna vier jaar lang in de top 5 van de maandelijkse Locus bestsellerlijst.

## Avalon-reeks
Marion Zimmer Bradley schreef na het succes van de Nevelen van Avalon nog een aantal boeken over de geschiedenis van Avalon, die inhoudelijk aan de Nevelen van Avalon voorafgaan. Zij schreef deze delen samen met Diana L. Paxson, die na het overlijden van Zimmer Bradley, in 1999, de laatste drie delen zelfstandig schreef.
De volledige Avalon-reeks bestaat uit:
- The mists of Avalon (1983)
- The forest house (1993)
- Lady of Avalon (1997)
- Priestess of Avalon (2000)
- Ancestors of Avalon (2004)
- Ravens of Avalon (2007)
- Sword of Avalon (2009)

Inhoudelijk volgen deze delen elkaar niet chronologisch op. De volgorde zou dan moeten zijn: Ancestors of Avalon, Sword of Avalon, Ravens of Avalon, The forest house, Lady of Avalon, Priestess of Avalon, The mists of Avalon.

## TelevisieserieThe Mists of Avalon
In 2001 werd het boek verfilmd als tweedelige miniserie met als titel The Mists of Avalon. De regisseur was Uli Edel en het scenario werd geschreven door Gavin Scott.
De hoofdrollen werden gespeeld door Julianna Margulies (Morgaine), Anjelica Huston (Viviane), Caroline Goodall (Igraine), Joan Allen (Morgause) en Samantha Mathis (Gwenhwyfar).